# Élisabeth Wiener
Élisabeth Jeanne-Marie Wiener (Parigi, 23 novembre 1946) è un'attrice e doppiatrice francese.

## Biografia
Figlia del compositore Jean Wiener e della montatrice Suzanne De Troye, nel 1968 ha interpretato la parte di Josée nel film La prigioniera di Henri-Georges Clouzot. Ha recitato nel ruolo della moglie tedesca di Pasquale Amitrano in Bianco, rosso e Verdone nel 1981. Ha scritto e interpretato canzoni da solista e nel gruppo femminile delle Castafiore Bazooka. Smessi i panni di attrice si è dedicata al doppiaggio.

## Filmografia parziale
- Confetti al pepe (Dragées au poivre), regia di Jacques Baratier (1963)
- ...e venne il giorno della vendetta (Behold a Pale Horse), regia di Fred Zinnemann (1964)
- Johnny Banco, regia di Yves Allégret (1967)
- La prigioniera (La prisonnière), regia di Henri-Georges Clouzot (1968)
- Mazel Tov ou le Mariage, regia di Claude Berri (1968)
- Il corpo di Diana (Le corps de Diane), regia di Jean-Louis Richard (1969)
- Una vita bruciata (La jeune fille assassinée), regia di Roger Vadim (1974)
- Duelle, regia di Jacques Rivette (1976)
- Al di là del bene e del male, regia di Liliana Cavani (1977)
- Bianco, rosso e Verdone, regia di Carlo Verdone (1981)
- Un giorno sul set (Qu'est-ce qu'on attend pour être heureux!), regia di Coline Serreau (1982)